# Contea di Cleveland (Carolina del Nord)
La contea di Cleveland, in inglese Cleveland County, è una contea dello Stato della Carolina del Nord, negli Stati Uniti. La popolazione al censimento del 2000 era di 96 287 abitanti. Il capoluogo di contea è Shelby.

## Storia
La contea di Cleveland fu costituita nel 1841.

## Comuni
City
- Kings Mountain
- Polkville
- Shelby

Town
- Belwood
- Boiling Springs
- Casar
- Earl
- Fallston
- Grover
- Kingstown
- Lattimore
- Lawndale
- Mooresboro
- Patterson Springs
- Waco

CDP
- Light Oak